# Witwenhaus (Ansbach)
Das ehemalige Witwenhaus befindet sich in der Würzburger Straße 39 in Ansbach, Bayern.

## Geschichte
Im Jahr 1728 wurde in Ansbach in der Würzburger Straße 39 das damals erste Witwenhaus, nach Vorbild des 1712 errichteten Witwenhaus in Oettingen, eröffnet. Das Anwesen umfasste 13 Kleinstwohnungen, wovon 12 Wohnungen für Witwen und eine Wohnung für ein Verwalterehepaar bestimmt waren.
Markgräfin Christiane Charlotte von Württemberg-Winnental unterstützte den Bau. Eine archivarische Quelle spricht davon, dass Freifrau Maria Barbara von Neuhaus die finanziellen Mittel hierfür gestiftet hat.
Das Witwenhaus wurde in unmittelbarer Nachbarschaft zum Ansbacher Kinderhaus und auf dessen Gartengrundstück eröffnet, welches bereits 1711 eingeweiht worden war und Platz für 20 bis 25 elternlose Kinder bot.
Sowohl das Kinderhaus als auch das Witwenhaus wurden mit finanzieller Unterstützung der Freifrauen Sophie Magdalena von Crailsheim und Maria Barbara von Neuhaus realisiert. Sophie Magdalena von Crailsheim sicherte zudem darüber hinaus durch einen extra dafür eingerichteten Fonds auch den weiteren Unterhalt des Gebäudes.
Das ehemalige Witwenhaus wird heute als Wohnhaus genutzt.

## Architektur
Das Gebäude ist ein zweigeschossiger Walmdachbau mit Zwerchhaus, das laut der Inschrift an einem Bauteil 1727 gebaut wurde. An der Nordfront des Hauses wurde eine Inschrift angebracht, die das zweite Buch Moses zitiert: „Ihr sollt die Witwen nicht beleidigen / wirst du sie beleidigen / so werden sie zu mir schreyen / und ich werde ihr schreyen erhören.“

## Denkmalschutz
Das Gebäude steht mit der Akten-Nummer D-5-61-000-556 unter Baudenkmalschutz und überbaut mittelalterliche Vorgängerbauten, die als Bodendenkmal D-5-6629-0090 eigenständig geschützt sind. Das Gelände gehört zum westlichen Ausläufer der Altstadt Ansbachs und steht mit dieser als E-5-61-000-1 auch unter Ensembleschutz.